# Metrioxena marginella
Metrioxena marginella is een keversoort uit de familie Belidae. De wetenschappelijke naam van de soort is voor het eerst geldig gepubliceerd in 1915 door Heller.